# Breil-sur-Roya
Breil-sur-Roya (Occitaans: Brelh of Brelh de Ròia; Italiaans: Breglio of Breglio sul Roia; Ligurisch: Breggio) is een gemeente in het Franse departement Alpes-Maritimes (regio Provence-Alpes-Côte d'Azur). De plaats maakt deel uit van het arrondissement Nice. Breil-sur-Roya telde op 1 januari 2022 2.292 inwoners.
De plaats is ontstaan rond een feodaal kasteel op een rotsachtige punt langsheen de Roia. De stad ontwikkelde zich van hieruit naar het noordwesten en was volledig ommuurd. De 16e-eeuwse stadspoort Porte de Gênes (ook Porta d'Italia genoemd) is een restant van deze stadsomwalling. De oude stad heeft smalle straten en beperkt zich tot de westelijke helft van de heuvel. De oostelijke helft bestaat uit olijfboomgaarden op terrassen. De stad bleef ook na de middeleeuwen strategisch belangrijk en kreeg nieuwe militaire verdedigingswerken.
Breglio was tot 1860 deel van Piëmont-Sardinië, waarna het geannexeerd werd door Frankrijk.
Breil is gelegen langs de Tendaspoorlijn Cuneo-Ventimiglia. Een zijlijn naar Nice takt zich hier af. Naast het station is het Ecomusée du Haut-Pays et des Transports gevestigd. In de gemeente liggen de spoorwegstations Breil-sur-Roya en  Piène.

## Geografie
De oppervlakte van Breil-sur-Roya bedroeg op 1 januari 2022 81,31 vierkante kilometer; de bevolkingsdichtheid was toen 28,2 inwoners per km². De gemeente ligt aan de Roia, die ter hoogte van de stad is afgedamd en een stuwmeer vormt.
De onderstaande kaart toont de ligging van Breil-sur-Roya met de belangrijkste infrastructuur en aangrenzende gemeenten.

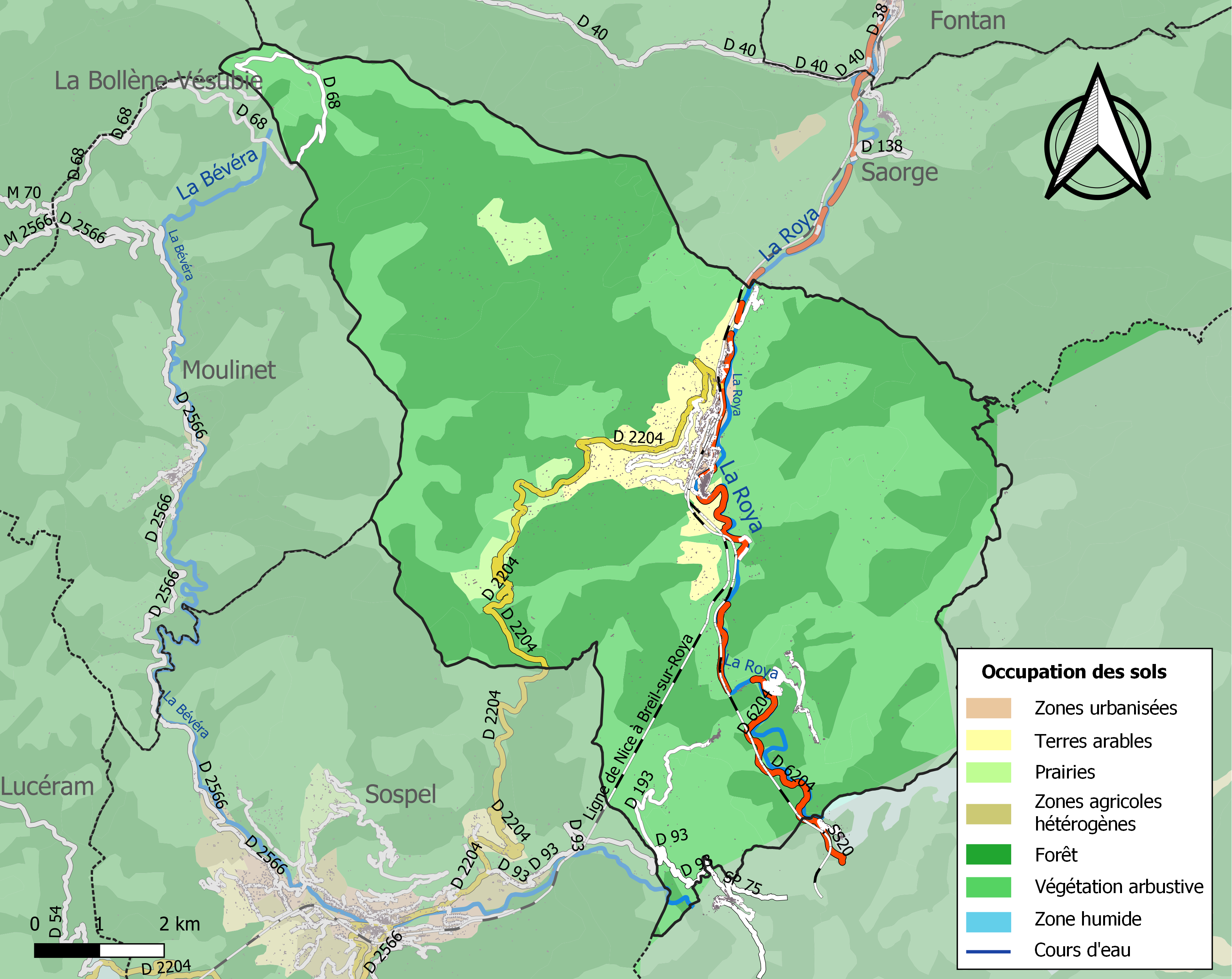

## Demografie
Onderstaande figuur toont het verloop van het inwonertal (bron: INSEE-tellingen).
Vanwege een beveiligingsprobleem met de MediaWiki Graph-software is het momenteel niet mogelijk deze grafiek weer te geven. Zodra de software is bijgewerkt zal de grafiek vanzelf weer zichtbaar worden.